# Karatna
Karatna (horvátul: Koritna) falu Horvátországban, Eszék-Baranya megyében. Közigazgatásilag Szemelcéhez tartozik.

## Fekvése
Eszéktől légvonalban 21, közúton 26 km-re délre, Diakovártól légvonalban 14, közúton 16 km-re északkeletre, községközpontjától 3 km-re északra, Szlavónia középső részén, a Diakovári sík északi szélén, Szemelce és Páznán között fekszik. Településrészei: Grčić, Ključ, Lipovac pustara, Mali koritnjak, Puče, Radljevac és Šumadin.

## Története
Az itt talált ókori leletek a rómaiak jelenlétéről tanúskodnak. A falutól nyugatra egy a mocsaras területből kiemelkedő 91 méteres magaslaton jelentős mennyiségű római pénzérme került elő. Az érmék kora Traianustól Antoninus Pius római császár idejéig terjed. Elrejtésük a viharos 2. század történelmével, a kvád és markomann háborúkkal lehet kapcsolatban.
A történeti források szerint Karatna már a középkorban is létezett. Először 1300-ban említik a johanniták birtokaként „Karachna” néven, majd a Horvátiak és  Garaiak birtoka. 1395-ben már „Karachnazenthmiclos” alakban szerepel, mely szerint ekkor már állt Szent Miklósnak szentelt temploma. 1433-ban köznemes nevében bukkan fel, 1478-ban pedig „Korothna” néven a Garaiak birtokai között szerepel. 
 A török 1536-ban szállta meg ezt a területet, de az eredeti lakosság nagyrészt megmaradt egészen 1683-ig, amikor a Bécs felé vonuló török sereg feldúlta. A lakosság részben elenyészett, részben elmenekült. A falu helye pusztaság volt egészen 1701-ig, amikor Boszniából hat katolikus családot telepítettek ide. A falu a diakovári püspökség birtoka volt. Lakói a szomszédos Szemelcéhez hasonlóan Ogramić püspöktől különféle kiváltságokat, adómentességet kaptak. Ennek fejében hajdúkként a püspök testőrségében kellett szolgálniuk. A kedvező letelepedési feltételeknek köszönhetően gyorsan fejlődött és a 18. század közepére a diakovári püspöki uradalom nagyobb falui közé nőtte ki magát. 1758-ban már 50 ház állt a településen, a 19. század elején azonban lakói elveszítették korábbi kiváltságaikat.
Az első katonai felmérés térképén „Koritna” néven található. Lipszky János 1808-ban Budán kiadott repertóriumában „Koritna” néven szerepel. Nagy Lajos 1829-ben kiadott művében „Koritna” néven 99 házzal, 568 katolikus vallású lakossal találjuk. A 19. század második felében 1860-tól Bácskából német és magyar családok települtek be.
A településnek 1857-ben 740, 1910-ben 992 lakosa volt. Verőce vármegye Diakovári járásának része volt. Az 1910-es népszámlálás adatai szerint lakosságának 83%-a horvát, 7%-a magyar, 4%-a német anyanyelvű volt. Az első világháború után 1918-ban az új szerb-horvát-szlovén állam, majd később (1929-ben) Jugoszlávia része lett. A partizánok 1944-ben elüldözték a német és a magyar lakosságot, a helyükre a háború után az ország különböző részeiről érkezett horvátok települtek. 1991-től a független Horvátországhoz tartozik. 1991-ben lakosságának 98%-a horvát nemzetiségű volt. 2011-ben a falunak 910 lakosa volt.

## Lakossága
| Lakosság változása | Lakosság változása | Lakosság változása | Lakosság változása | Lakosság változása | Lakosság változása | Lakosság változása | Lakosság változása | Lakosság változása | Lakosság változása | Lakosság változása | Lakosság változása | Lakosság változása | Lakosság változása | Lakosság változása | Lakosság változása |
| ------------------ | ------------------ | ------------------ | ------------------ | ------------------ | ------------------ | ------------------ | ------------------ | ------------------ | ------------------ | ------------------ | ------------------ | ------------------ | ------------------ | ------------------ | ------------------ |
| 1857               | 1869               | 1880               | 1890               | 1900               | 1910               | 1921               | 1931               | 1948               | 1953               | 1961               | 1971               | 1981               | 1991               | 2001               | 2011               |
| 740                | 703                | 749                | 883                | 927                | 992                | 1.024              | 1.066              | 1.191              | 1.172              | 1.301              | 1.269              | 1.135              | 1.045              | 969                | 910                |

## Gazdaság
A helyi gazdaság alapja a mezőgazdaság, a gyümölcs- és szőlőtermesztés.

## Nevezetességei
Szent Anna tiszteletére szentelt római katolikus templomát 1800-ban építették.

## Kultúra
KUD „Vesela Šokadija” kulturális és művészeti egyesület

## Oktatás
A településen a szemelcei „Josip Kozarac” elemi iskola alsó tagozatos területi iskolája működik.

## Sport
- NK Sloga Koritna labdarúgóklub
- ŠRU „Grgeč” Koritna sporthorgász egyesület

## Egyesületek
DVD Koritna önkéntes tűzoltóegylet